# Mandracchio

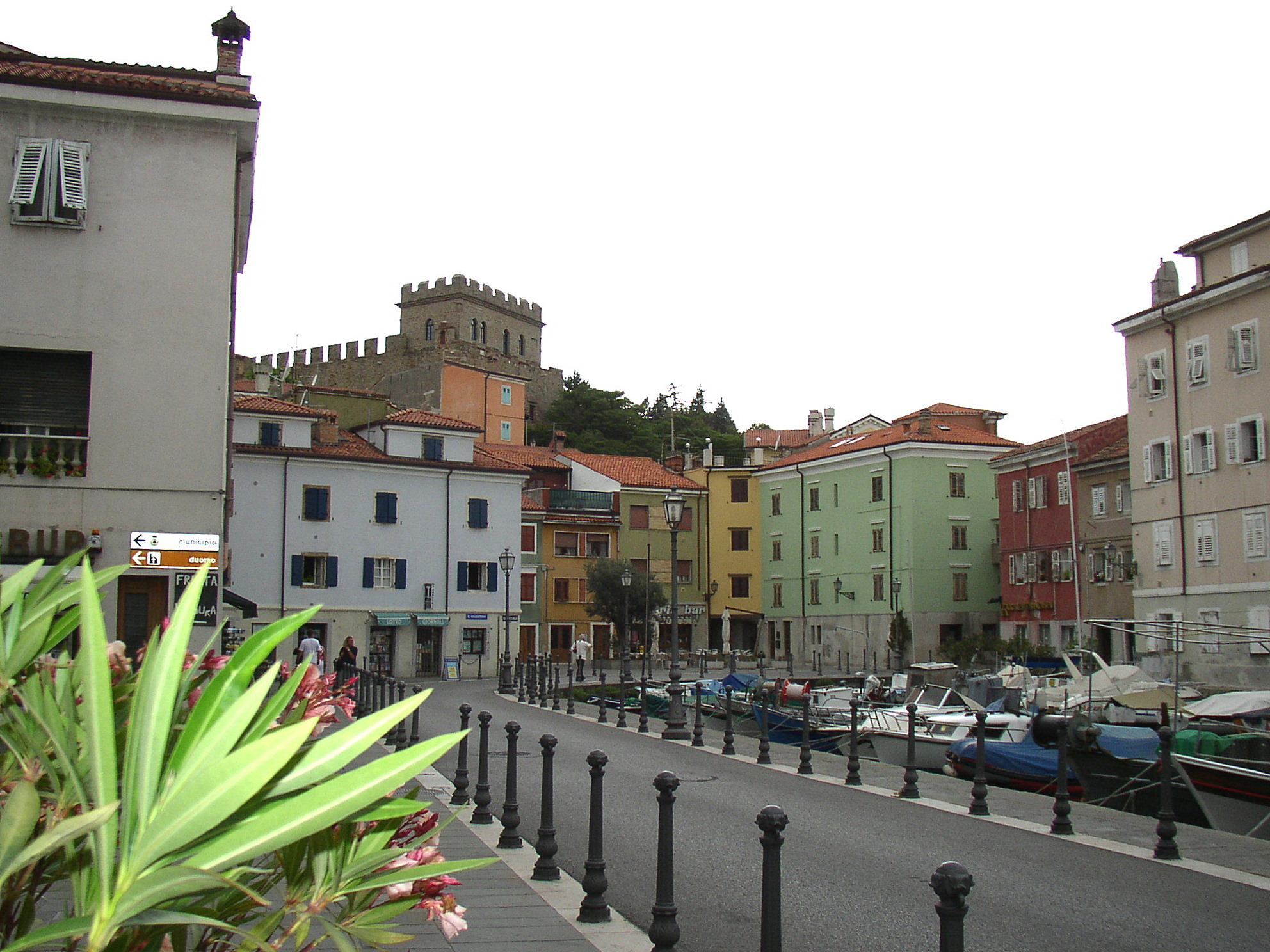
Der Fischerhafen (Mandracchio) von Muggia.

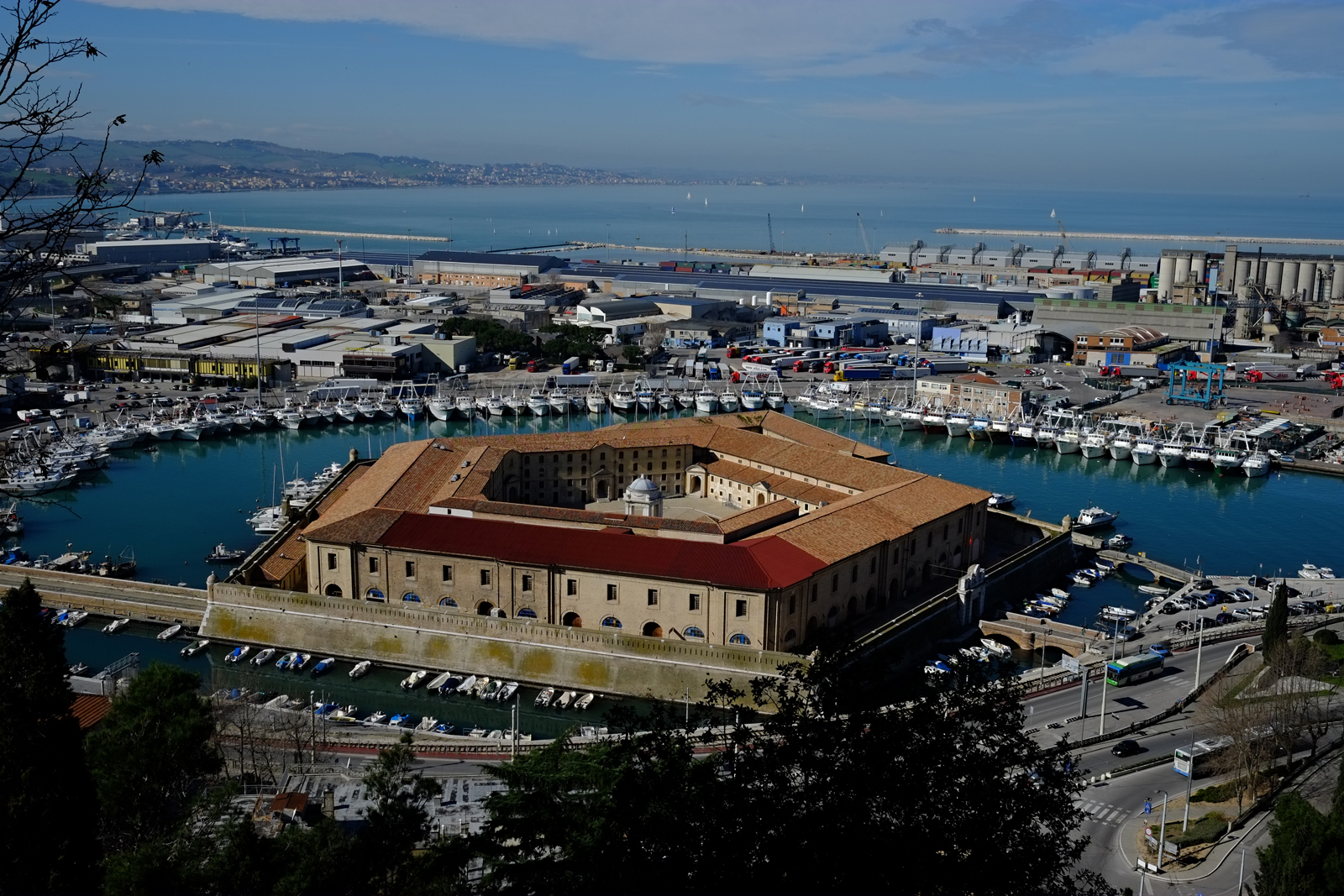
Der Mandracchio genannte Hafenbereich von Ancona, rund um das Lazzaretto

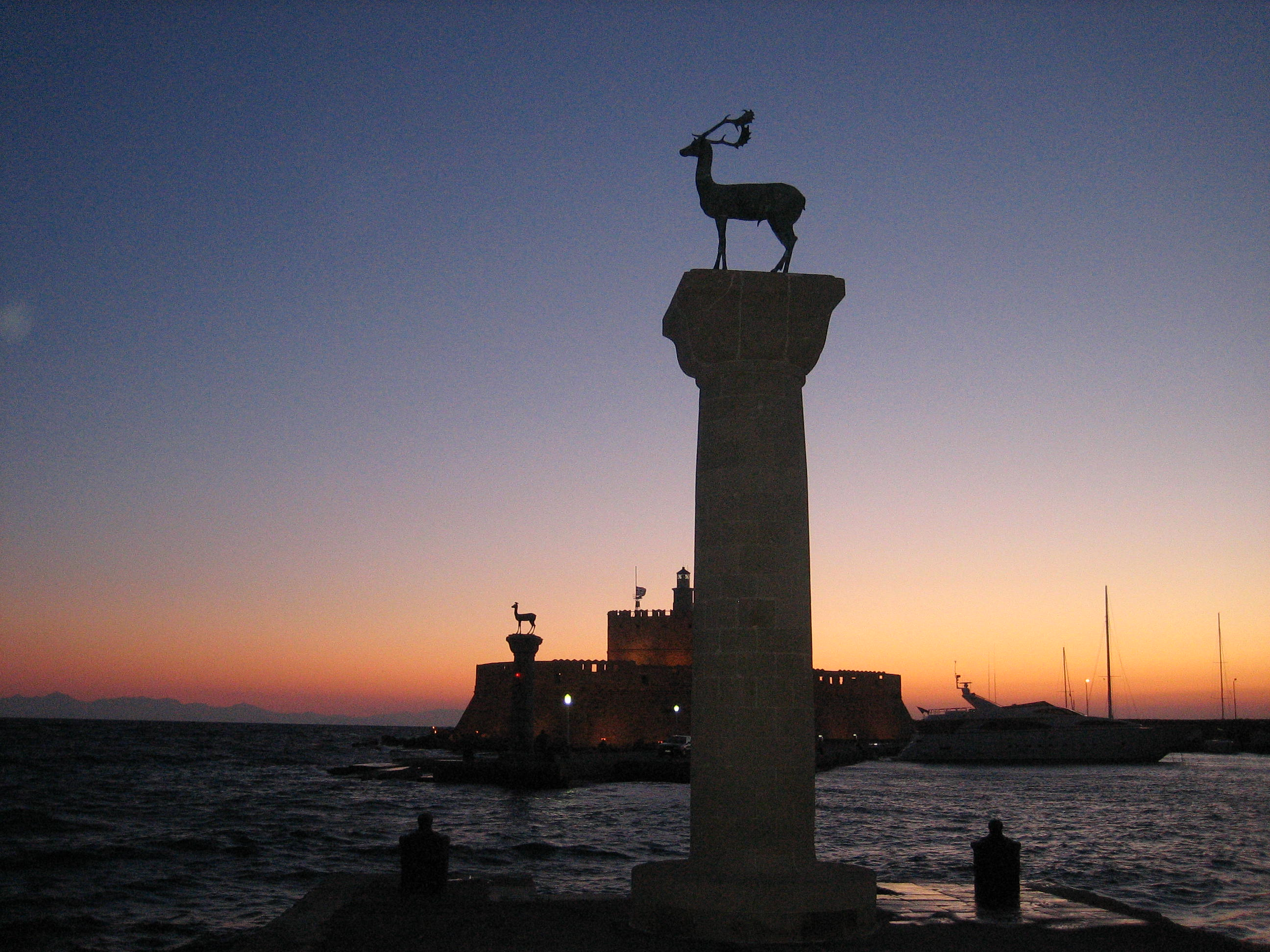
Der Mandraki von Rhodos.

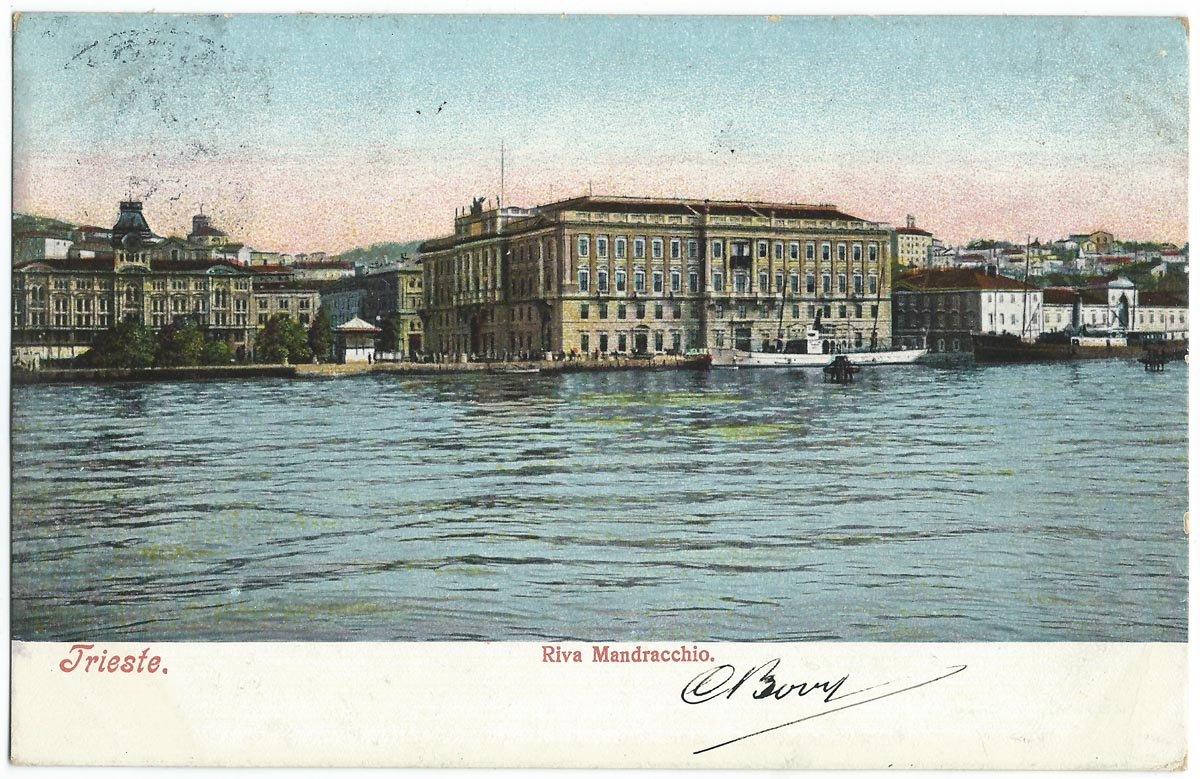
Das Ufer mit der Bezeichnung Riva del Mandracchio in Triest.

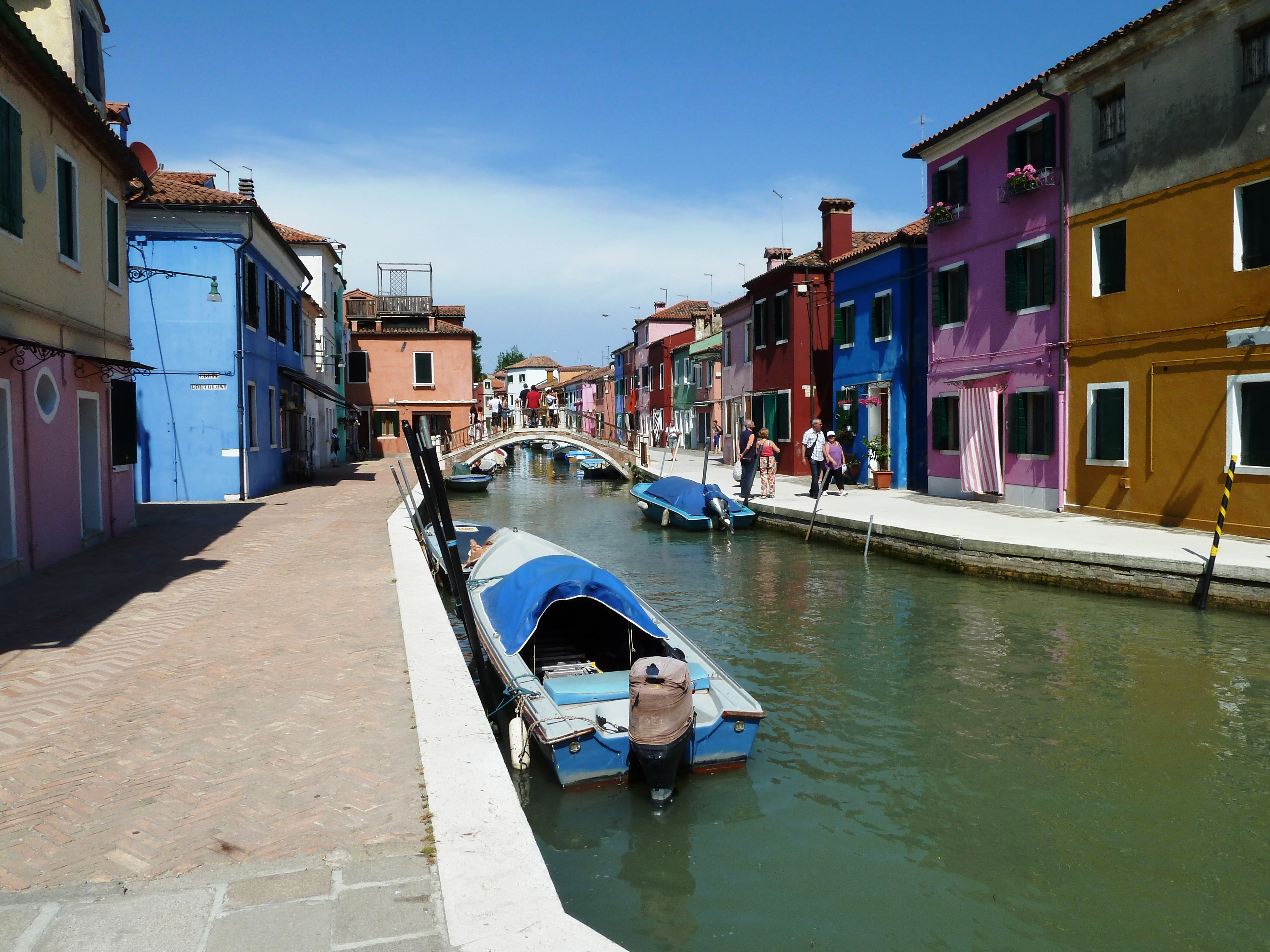
Der Kanal Rio del mandracchio in Burano.

Mit Mandracchio wird in einigen italienischen Häfen ein Gewässer oder Hafenteil bezeichnet, der zum Anlegen einer großen Zahl von Fischerbooten und kleinen Schiffen wie Barkassen und Lastkähnen reserviert ist. Im Allgemeinen liegt der Mandracchio in einer Bucht und unterscheidet sich dadurch von einem gewöhnlichen kleinen Hafen.

## Verbreitung der Bezeichnung
In Italien wird die Bezeichnung beispielsweise für einen Teil des Hafens von Ancona verwendet, rund um das Lazzaretto von Vanvitellia, für Hafenbereiche von Genua (hier geschrieben: mandraccio), in La Spezia, Grado, von Muggia, Gaeta und Ortona, wo eine Pier danach benannt ist. Die Mandracchio genannten Hafenteile von Neapel und Triest wurden zugeschüttet, sind jedoch in der Toponymie noch präsent. Im 19. Jahrhundert bezeichnete der Begriff „Mandraccio“ ein Dock im Hafen von Livorno. Die Bezeichnung findet sich im Mittelmeergebiet auch in weiteren Häfen, die geschichtliche Verbindungen zur italienischen Kultur haben, so in Istrien und Dalmatien (Novigrad, Piran, der Gemeinde Izola und andere), in Malta (hier mandraggio und in Maltesisch Il-Mandraġġ genannt) und in den Häfen der Dodekanes, einschließlich Rhodos (hier Mandràki genannt).
Aufgrund der geografischen Merkmale der Lagune von Venedig ist der Burano Mandracchio (auf venezianisch Mandracio) ein Kanal: der Rio Mandracchio.
In dem wichtigen Fischereizentrum San Benedetto del Tronto wird ein Stadtteil „mandracchio“ genannt, da am Strand, der einst daran grenzte, die Boote eines neben dem anderen an Land gezogen wurden. In Neapel gibt es ebenfalls einen Stadtteil mit Namen „Mandracchio“, der sich in der Nähe eines Küstenabschnitts befindet, der zum Anlegen kleiner Fischereiflotten genutzt wird.

## Etymologie
Die Bezeichnung „mandracchio“ kommt aus dem Lateinischen. „Mandra“ stand für „Behältnis, Gefäß“ und seine lateinische Verkleinerungsform „Mandraculum“ für einen platzsparend organisierten räumlichen Bereich. Im Neugriechischen ist Mandra (μανδρα) ein altes Wort für „Pferch“, mit der Verkleinerungsform Mandràki (μανδράκι), die als Lehnwort bei verschiedenen Seefahrerkulturen im Mittelmeerraum verbreitet ist. Es bezeichnet nicht nur die Häfen von Rhodos und Kos, sondern ist auch der Eigenname zweier weiterer Orte in Griechenland: Mandràki Nisyrou (Μανδράκι Νισύρου) auf der Insel Nisyros im Dodekanes und Mandràki Serròn (Μανδράκι Σερρών) im Regionalbezirk Serres in Zentralmakedonien. Der Wasserflugplatz Rhodos-Mandracchio bestand in der italienischen Zeit im Hafen von Rhodos und wurde deshalb italienisch bezeichnet.